# Noisegrind
El noisegrind (a veces llamado grindnoise), es un género del grindcore que intensifica las influencias noise de éste.  El noisegrind busca destruir cualquier propuesta y cualquier noción de armonía, melodía o belleza.

## Historia
Este estilo musical (aunque la mayoría de sus intérpretes dice que no es música), fue creado a finales de los 80s. Una de las bandas más emblemáticas de este estilo es Anal Cunt, que se caracteriza por sus voces agudas y letras ofensivas hacia otros personajes.
Generalmente, cuando se habla de noise, se hace referencia al ruido (en pocas palabras, música desagradable al oído). Muchas de estas bandas, no tienen una base musical, las letras no dejan de llamar la atención e, incluso algunas bandas, no disponen de un bajista, como es el caso de Anal Cunt.
Algunas bandas de noisegrind que combinan su sonido característico con goregrind se hacen llamar "gorenoise".

## Bandas notables
- Anal Cunt
- Melt Banana
- Gore Beyond Necropsy
- The Gerogerigegege
- Last Days of Humanity (Inicios)